# Papa Ioan al XVIII-lea
Papa Ioan al XVIII-lea (n.  ?, Roma, Italia – d. 18 iulie 1009, Roma, Statele Papale) a fost un papă al Romei.
1. ↑   https://www.britannica.com/biography/John-XVIII Lipsește sau este vid: |title= (ajutor)
2. ↑  Catholic-Hierarchy.org, accesat în 18 octombrie 2020
3. ↑  Mirabile: Archivio digitale della cultura medievale